# Wijken en buurten in Oldebroek
De Nederlandse gemeente Oldebroek is voor statistische doeleinden onderverdeeld in wijken en buurten. De gemeente is verdeeld in de volgende statistische wijken:
- Wijk 00 Oldebroek (CBS-wijkcode:026900)
- Wijk 01 Wezep (CBS-wijkcode:026901)
- Wijk 02 Oosterwolde (CBS-wijkcode:026902)

Een statistische wijk kan bestaan uit meerdere buurten. Onderstaande tabel geeft de buurtindeling met kentallen volgens het Centraal Bureau voor de Statistiek (2008):
| CBS-buurtcode | Buurtnaam                               | Inwonertal | Opp. totaal (ha) | Opp. land (ha) | Ligging                |
| ------------- | --------------------------------------- | ---------- | ---------------- | -------------- | ---------------------- |
| BU02690000    | Oldebroek                               | 3390       | 104              | 104            | Locatie in de gemeente |
| BU02690001    | Bovenstreek                             | 280        | 78               | 78             | Locatie in de gemeente |
| BU02690002    | Broekdijk                               | 840        | 124              | 124            | Locatie in de gemeente |
| BU02690004    | 't Loo                                  | 610        | 24               | 24             | Locatie in de gemeente |
| BU02690005    | Verspreide huizen Oldebroek             | 960        | 901              | 901            | Locatie in de gemeente |
| BU02690006    | Verspreide huizen Oldebroekse Heide     | 140        | 1302             | 1302           | Locatie in de gemeente |
| BU02690007    | Verspreide huizen polder Oldebroek      | 50         | 442              | 442            | Locatie in de gemeente |
| BU02690008    | Verspreide huizen 't Loo                | 600        | 249              | 249            | Locatie in de gemeente |
| BU02690009    | Verspreide huizen heide 't Loo          | 0          | 787              | 786            | Locatie in de gemeente |
| BU02690100    | Wezep-Centrum                           | 4070       | 157              | 157            | Locatie in de gemeente |
| BU02690101    | Wezep-Oost                              | 3920       | 114              | 114            | Locatie in de gemeente |
| BU02690102    | Hattemerbroek                           | 1110       | 89               | 89             | Locatie in de gemeente |
| BU02690103    | Wezep-West                              | 1530       | 148              | 148            | Locatie in de gemeente |
| BU02690104    | Wezep-Noord                             | 2160       | 104              | 102            | Locatie in de gemeente |
| BU02690105    | Verspreide huizen Wezep                 | 360        | 627              | 626            | Locatie in de gemeente |
| BU02690106    | Verspreide huizen Duivendans            | 120        | 358              | 357            | Locatie in de gemeente |
| BU02690107    | Verspreide huizen Wezepse Heide         | 40         | 556              | 556            | Locatie in de gemeente |
| BU02690108    | Verspreide huizen polder Hattemerbroek  | 140        | 440              | 412            | Locatie in de gemeente |
| BU02690109    | Verspreide huizen Hattemerbroekse Heide | 200        | 240              | 240            | Locatie in de gemeente |
| BU02690110    | Verspreide huizen Heide Hoek            | 20         | 96               | 96             | Locatie in de gemeente |
| BU02690200    | Oosterwolde                             | 870        | 54               | 54             | Locatie in de gemeente |
| BU02690201    | Noordeinde                              | 170        | 39               | 39             | Locatie in de gemeente |
| BU02690203    | Eekt                                    | 180        | 118              | 118            | Locatie in de gemeente |
| BU02690208    | Verspreide huizen Oosterwolde           | 870        | 782              | 778            | Locatie in de gemeente |
| BU02690209    | Verspreide huizen Noordeinde            | 40         | 495              | 483            | Locatie in de gemeente |
| BU02690210    | Verspreide huizen Oosterwolde           | 100        | 1395             | 1390           | Locatie in de gemeente |